# Preseka Petrovska
 Preseka Petrovska  falu Horvátországban Krapina-Zagorje megyében. Közigazgatásilag Petrovskóhoz tartozik.

## Fekvése
Krapinától 4 km-re északnyugatra,  községközpontjától 2 km-re nyugatra a Horvát Zagorje területén, a megye északi részén fekszik.

## Története
A falunak 1857-ben 192, 1910-ben 326 lakosa volt. Trianonig Varasd vármegye Krapinai járásához tartozott.

## Lakossága
A település lakossága 2001-ben 286 fő volt.

## Külső hivatkozások
Petrovsko község hivatalos oldala